# Nephrotoma appendiculata
Nephrotoma appendiculata là một loài ruồi trong họ Ruồi hạc (Tipulidae). Chúng phân bố ở vùng sinh thái Cổ bắc giới. Loài này có sải cánh khoảng 50 milimét (2,0 in), và thân dài khoảng 13–15 milimét (0,5–0,6 in). Cơ thể có màu vàng với các sọc ngắn màu đen trên ngực và một dải đen trên mỗi phần của bụng. Cánh có một đường mảnh màu vàng gần mép đầu. Loài này có thể được nhìn thấy từ tháng năm-tháng chín tại các cạnh rừng, trong vườn, các cánh đồng và trên đất nông nghiệp, ấu trùng ăn rễ cỏ còn con trưởng thành ăn các loài thuộc họ Hoa tán như Anthriscus sylvestris.

## Hình ảnh

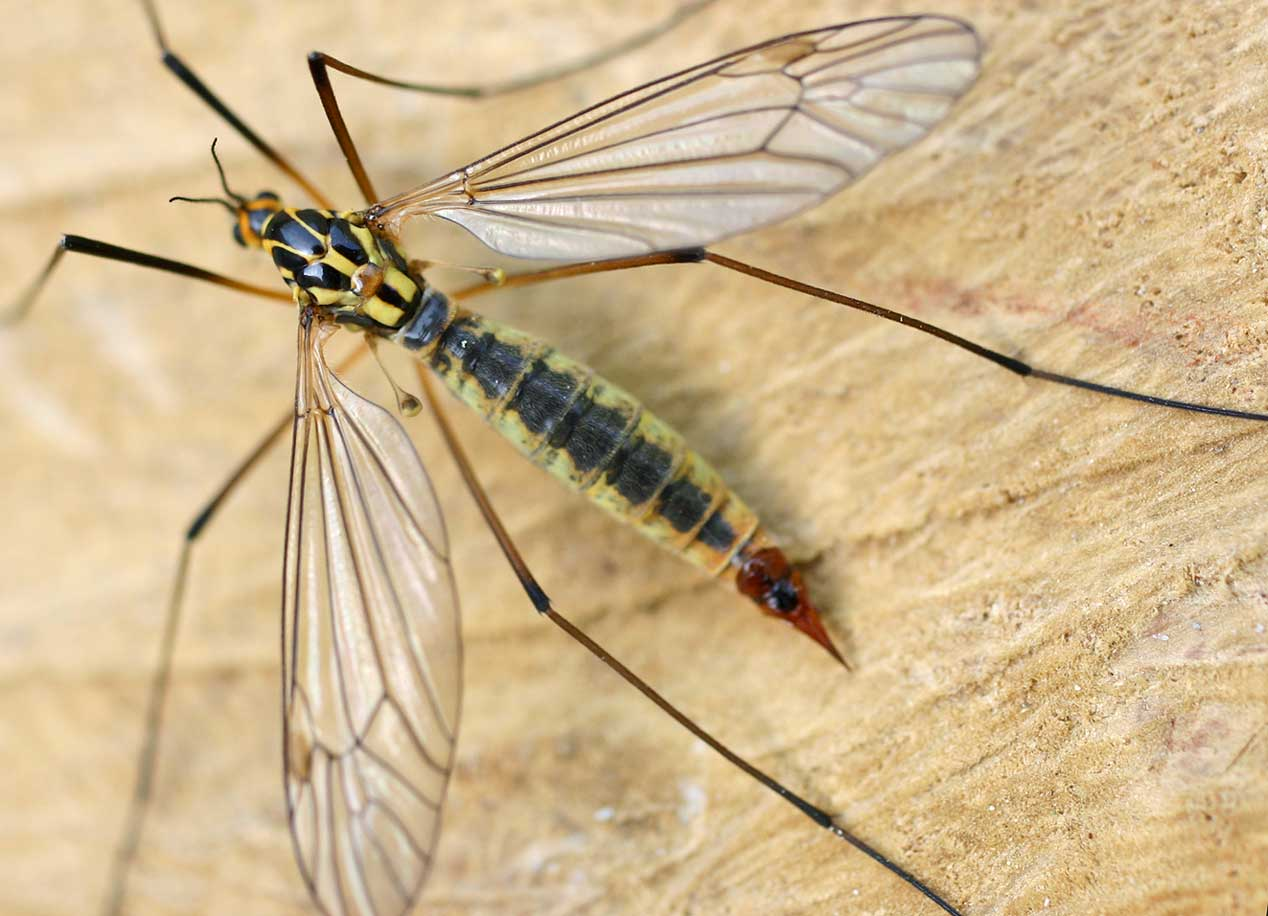
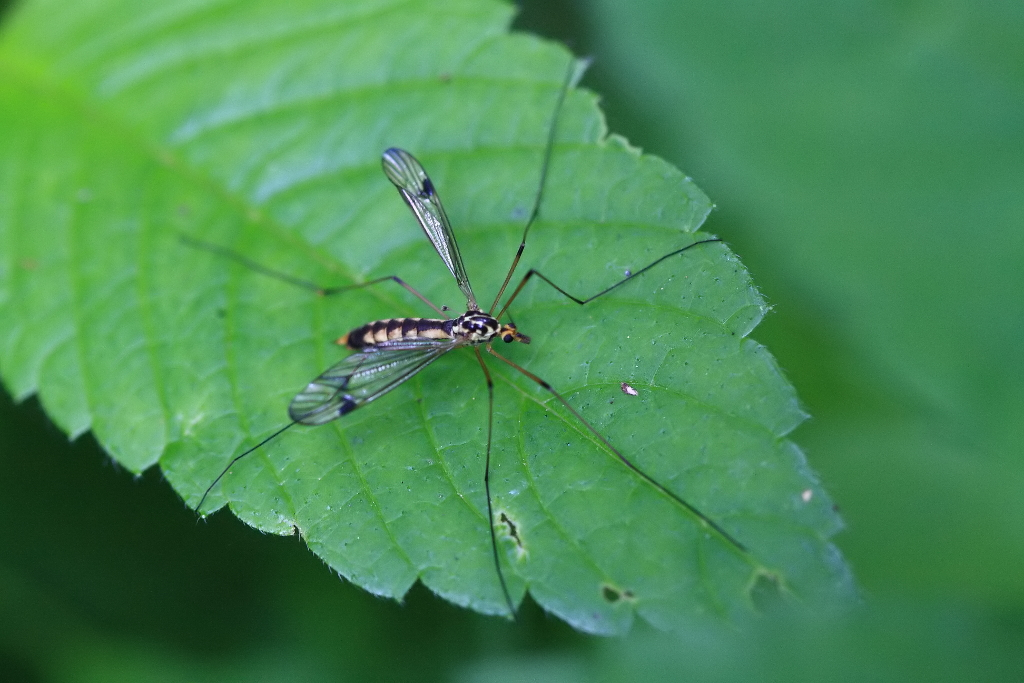
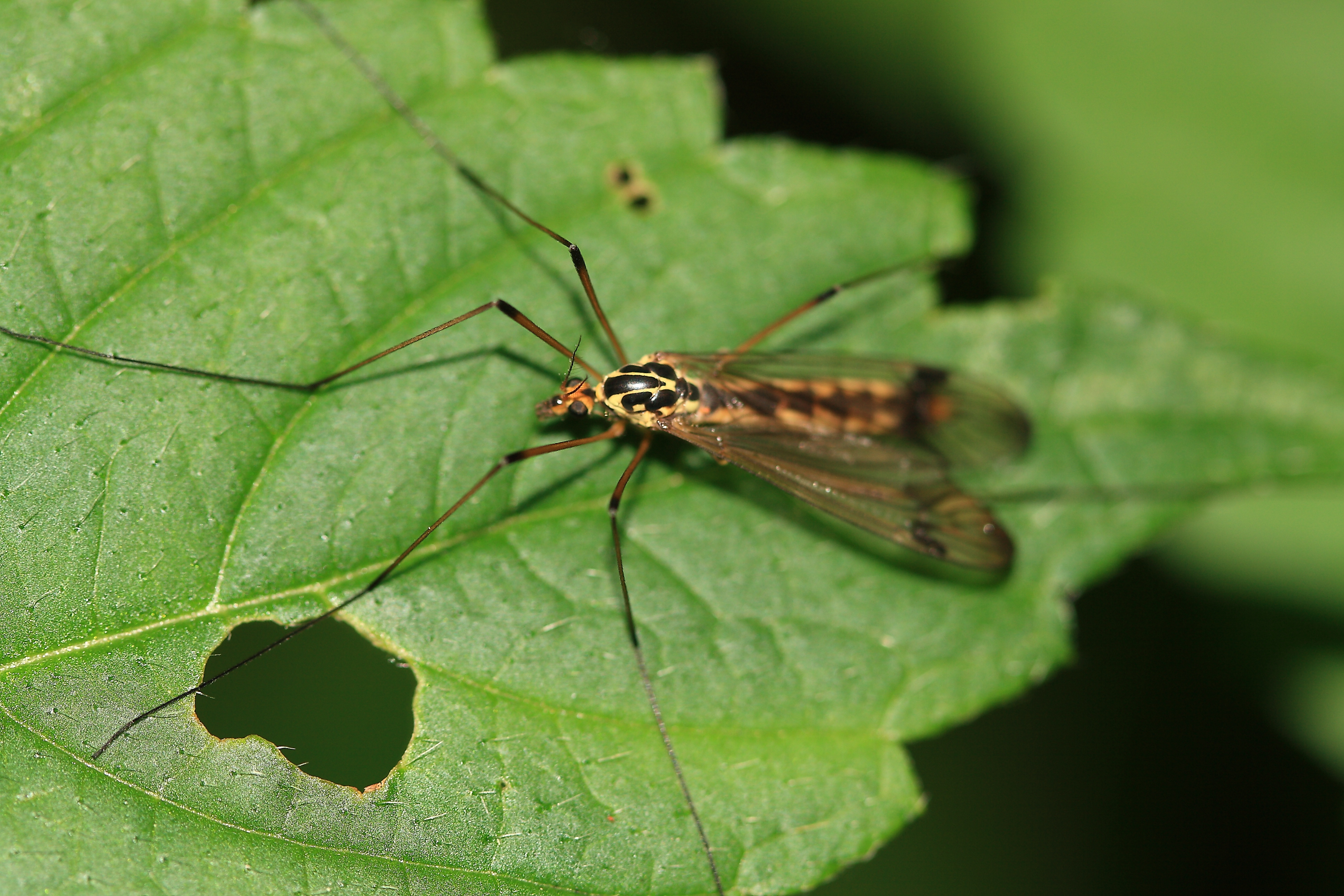
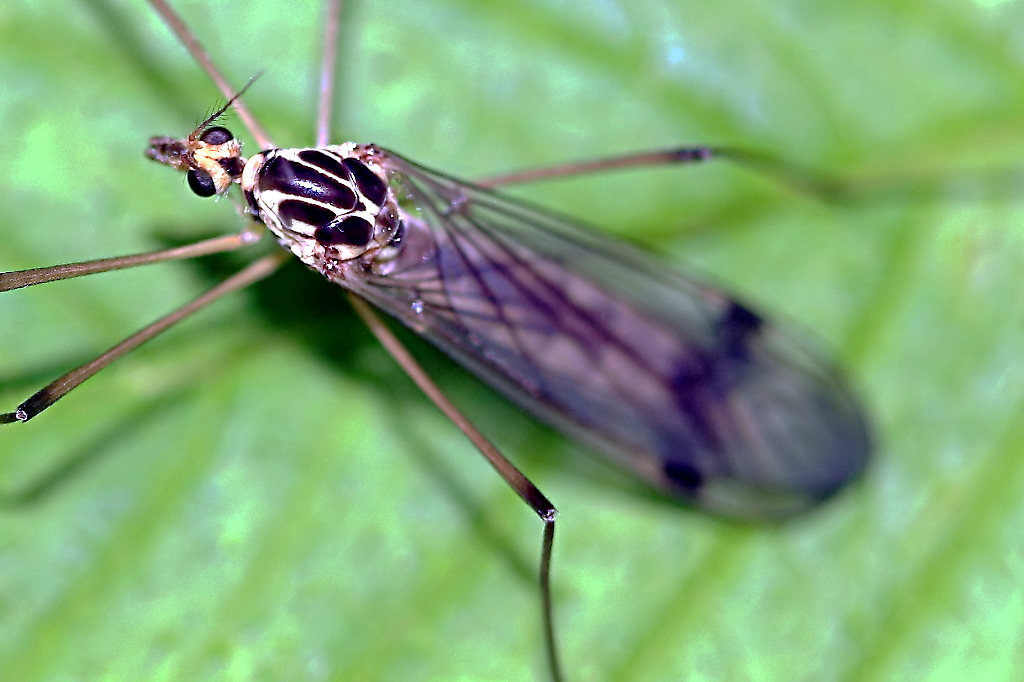